# 1-я Внуковская улица
1-я Вну́ковская у́лица — улица в Москве, в (ЗАО, в районе Внуково).

## Происхождение названия
1-я Внуковская улица названа в 1968 году в честь своего расположения в посёлке Внуково. Прежнее название — Зелёная улица, которая названа в 1956 году. Считается, что своим основанием во второй четверти XVI века деревня Внуково обязана одному из потомков смоленских князей, перешедших на службу к московскому государю Семёну Григорьевичу по прозвищу Внук. От прозвищного имени владельца произошло название нового селения. Внуково оставалось ничем не примечательной деревушкой вплоть до второй трети XX века, когда было принято решение о строительстве здесь нового аэродрома. Работы начались в 1938 году, и уже в 1941 году была сдана в эксплуатацию 1-я очередь аэродрома. Одновременно был возведён посёлок для работников наземных служб и лётного состава. В 1942 году во Внукове была сформирована 8-я гвардейская воздушно-десантная дивизия. После ВОВ были сданы в эксплуатацию и остальные очереди аэродрома и тот был переименован в аэропорт и стал гражданским. Чуть позднее был введён в эксплуатацию аэропорт Внуково-2, обслуживавший исключительно правительство РФ, и принимающий исключительно правительственные самолёты со всего мира. Сегодня аэропорт Внуково приобрёл статус крупнейшего международного аэропорта, недавно там провели реконструкцию до международного уровня. Здание аэропорта Внуково расположено на 1-й Внуковской улице.

## Примечательные здания и сооружения

### По нечётной стороне
- № 13 — Sava

### По чётной стороне
- По нечётной стороне примечательных зданий нет.